# Igor Turchin
Igor Yevdokimovich Turchin (en ucraniano: Ігор Євдокимович Турчин; 16 de noviembre de 1936 - 7 de noviembre de 1993) fue un entrenador de balonmano ucraniano, que dirigió las selecciones nacionales soviética y luego ucraniana de 1973 a 1993, consiguiendo con estos países tres medallas olímpicas y cinco en campeonatos mundiales.
Fue formador de Honor de la URSS (1971). Candidato de Ciencias Pedagógicas. El entrenador más exitoso de la historia del balonmano. Por logros destacados en los deportes, Turchin y su equipo Spartak (Kiev) están incluidos en el Libro Guinness de los Récords. Bajo su liderazgo, el equipo se convirtió en 20 veces campeón de la URSS (1969-1988), en 13 veces ganador de la Copa de Campeones de Europa.(1970-1973, 1975, 1977, 1979, 1981, 1983, 1985-1988), así como el primer campeón de la Ucrania independiente (1992). 
Se casó con Zinaida Turchina en 1965, quien, según una encuesta realizada en 2000 por la Federación Internacional de Balonmano, fue reconocida como la mejor jugadora de balonmano del planeta en el siglo XX.

## Biografía
Nació el 16 de noviembre de 1936 en la localidad de Sofivka, condado de Cetatea Albă del reino de Rumanía (en la actualidad, en la región de Odesa) en la familia de un empleado. Al año siguiente, junto con sus padres, se trasladó a Kiev, donde su padre fue nombrado miembro del Comisariado del Pueblo de Agricultura (más tarde, Ministerio de Agricultura) de la República Socialista Soviética de Ucrania. Durante la Segunda Guerra Mundial, la familia se vio obligada a separarse: el padre Evdokim Turchin sirvió en el Ejército Rojo, y la madre y el hijo fueron evacuados a los Urales. Después de la liberación del territorio de Ucrania, su padre volvió a servir en el Ministerio y la familia se reunió en Kiev. En el mismo año, Igor fue al primer grado de la escuela. Desde 1947, los Turchin cambiaron su lugar de residencia varias veces, lo que fue causado por los nuevos nombramientos de su padre (Ternopil, Khmelnytsky, Zhitómir). Durante los últimos grados de la escuela secundaria Khmelnytsky N.º 6, Igor se interesó por los deportes, en particular, el baloncesto. Jugó para la selección de la región de Zhitómir en esta disciplina. En 1954-1955, después de graduarse de la escuela rusa número 3 de Zhitómir, estudió en la escuela técnica de horticultura en el pueblo de Kroshnya (en la actualidad parte de Zhitómir). Esta elección se debió a la decisión de continuar la especialización de su padre: la agricultura. Después de eso, tenía la intención de ingresar al Instituto Agrícola de Zhitómir (en la actualidad la Universidad Nacional Polesie), pero no pudo aprobar los exámenes, lo que le permitiría aprobar la competencia. En ese sentido, decide cambiar drásticamente su vida y conectarla con el deporte. En 1955-1959 cursó estudios en la Facultad de Educación Física y Deportes del Instituto Pedagógico Kamenets-Podolsk (ahora la Universidad Nacional Kamenets-Podolsk). Egresó de la escuela secundaria con honores, habiendo recibido la especialidad de profesor de educación física, anatomía y fisiología humana. En el instituto participó en actuaciones de aficionados, actuado en el escenario como animador y cantante.
En 1959, después de graduarse de la universidad, fue asignado como entrenador de baloncesto en la Escuela Deportiva Infantil y Juvenil de Kiev No. 2. Sin embargo, no había una sección de baloncesto, por lo que fue aprobado para el puesto de entrenador de tenis de mesa. En este campo tuvo éxito casi de inmediato: uno de sus estudiantes pronto se convirtió en el campeón de Ucrania. Más tarde le ofrecieron dirigir un equipo joven de balonmano. En ese sentido, comenzó a estudiar las reglas y tácticas de este nuevo deporte para él, así como a completar la composición. Para ello, visitó las escuelas de Kiev, persuadió a los profesores de educación física para que reunieran equipos de balonmano y los presentaran a las competiciones, donde seleccionó a los estudiantes talentosos que le gustaban. En una de las escuelas, su elección recayó en Zinaida Stolitenko y su amiga Galina Manokhu, que se unieron al equipo donde Lyudmila Bobrus, Elena Salienko, Anna Ozeryanskaya ya estaban jugando.
Estas deportistas formaron la columna vertebral del futuro club estrella  HC Spartak Kiev. Hasta 1962, cuando recibieron una participación para el campeonato de toda la Unión, el equipo compitió en la ciudad en la división juvenil y en los campeonatos de la república. Es 1962 el año que se considera el punto de partida para la creación del club. En 1963, Spartak ganó el campeonato de Kiev entre equipos femeninos. En 1964, "Spartak" hizo su debut en el campeonato de la URSS entre los equipos de clase "A", ocupando el segundo lugar, y al año siguiente, convirtiéndose en el primero, ganó el derecho a jugar en la liga superior. En la temporada de 1966, el equipo de Kiev obtuvo el cuarto lugar, al año siguiente ganaron medallas de plata, en 1968 ganaron el bronce. En 1969, los centinelas de Turchin anotaron el mismo número de puntos que el Luch de Moscú y en un partido adicional por el título de campeones nacionales venciendo a sus rivales con una puntuación de 28:20. Bajo la dirección de un entrenador maximalista, el equipo fue 20 veces campeón de la Unión Soviética (1969-1988), 13 veces ganador de la Copa de Campeones de Europa (1970-1973, 1975, 1977, 1979, 1981, 1983, 1985-1988). En 1976 fue galardonado con la medalla de oro del Comité de Deportes de la Unión Soviética "El mejor entrenador del país en 1975-1976". En 1976 fue reconocido como el mejor entrenador del mundo.  El HC Spartak llegó a ser 20 veces campeón soviético (1969-1988) y 13 veces ganador de la EHF Champions League (1970-1973, 1975, 1977, 1979, 1981, 1983, 1985-1988).
El equipo de balonmano femenino de la Unión Soviética encabezado por Igor Turchin, obtuvo el primer lugar en los Juegos Olímpicos de Montreal (1976), por primera vez en la historia (en formato 7 × 7). Este éxito se repitió en los siguientes juegos en Moscú (1980), y el equipo no pudo participar en los Juegos Olímpicos de Los Ángeles (1984) por razones políticas.
"Tras el fracaso en los partidos de clasificación del Mundial de 1971, donde nuestro equipo femenino perdió ante las rumanas en el partido extra, se sacaron serias conclusiones organizativas, se reforzó el liderazgo del equipo, que incluía a muchas jugadoras de balonmano talentosas, principalmente del Spartak Kiev. El entrenador senior del equipo nacional I.E. Turchin logró crear no solo un conjunto delgado y fuerte, sino que también hizo una contribución creativa significativa al equipo táctico del equipo, dándole originalidad  con respecto los patrones de juego comunes de esa época. En amplios círculos de expertos mundiales, esta táctica se denominó "táctica de Turchin", que fue un reconocimiento del nacimiento de una nueva escuela de balonmano moderno".
El equipo de la Unión Soviética se convirtió en el medallista de bronce de los Juegos Olímpicos de Seúl (1988), lo que fue considerado por el liderazgo deportivo soviético como un fracaso y Turchin se vio obligado a dejar su puesto. Además, el equipo dirigido por él ganó dos veces los campeonatos mundiales (1982, 1986), en 1975 y 1978 y fue medallista de plata de los campeonatos mundiales, en 1973 de bronce, en 1984 ganó la competencia Friendship-84. El equipo de Turchin también se convirtió en el primer campeón de la Ucrania independiente (1992). 61 de sus alumnos son poseedores de medallas de oro de los campeonatos de la Unión Soviética, y 29 premios de los campeonatos olímpicos y mundiales
En 1965 se casó con Zinaida Stolitenko, una pupila suya de balonmano 10 años menor que él (doble oro olímpico, doble oro mundial y la mujer con más Copas de Europa de la historia, 13 entorchados), con la que llevaba tiempo saliendo en secreto. Según sus recuerdos, todo el equipo estaba enamorado de él por aquel entonces, y al enterarse de que el entrenador se le había declarado a Zinaida, las jugadoras la boicotearon hasta que Turchin puso fin a la situación. A los padres de Zinaida les costó aceptar su matrimonio con un hombre diez años mayor que su hija. Tuvieron una hija, Natalia (nacida en 1971), y un hijo, Mikhail (nacido en 1983). Natalia jugó al balonmano junto a su madre en el Spartak de Kiev, mientras que Mikhail se dedicó al baloncesto.
En sus últimos años, Turchin sufrió varios infartos. Se sometió a una compleja cirugía de baipás en Noruega, y después entrenó al equipo femenino de balonmano noruego durante ocho meses. Murió de un ataque al corazón durante un partido de la Copa EHF en Rumanía en 1993.
Tras su muerte, su mujer se hizo cargo de sus puestos de entrenador en el Spartak de Kiev y en la selección nacional ucraniana.
La película "To win it all" se produjo en su honor y cuenta la historia del gran entrenador Igor Turchin y de su legendario equipo, el Spartak de Kiev, que figura en el Guiness World Records por su número de victorias y trofeos.

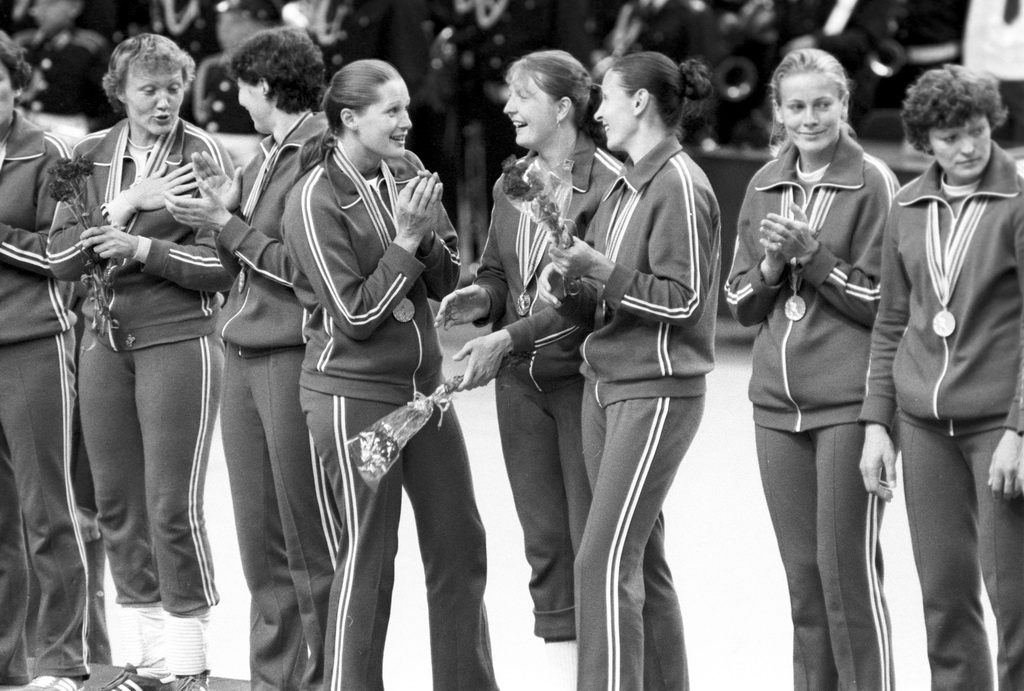
Parte del equipo de la URSS en los Juegos Olímpicos de 1980, donde ganaron la medalla de oro. Zinaida Turchina es la tercera jugadora empezando por la derecha.

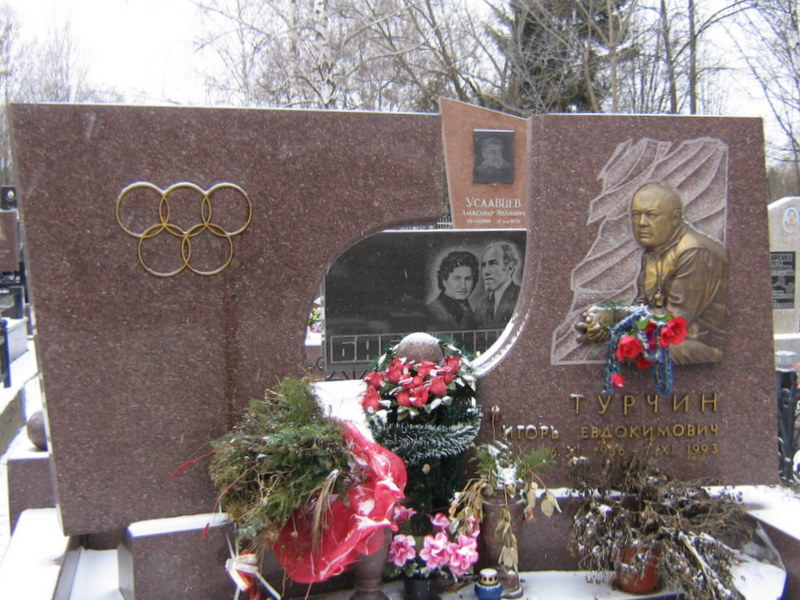
Tumba de Igor Turchin

## Premios
- Orden de la Bandera Roja del Trabajo (1976, 1980)[21]
- Orden de la Insignia de Honor (1971)[21]
- Orden de la Amistad de los Pueblos (1985)[21]
- 1971 Entrenador de honor de la URSS.[25]
- Instructor de honor de la República Socialista Soviética de Ucrania.[25]
- Su vida se retrata en la película biográfica "To win it all" ("Para ganarlo todo").[26][27]

## En memoria
En memoria del destacado entrenador, desde 1995 se celebra anualmente en Kiev el torneo internacional de balonmano “Copa Turchin”. En diferentes años, al torneo asistieron los equipos femeninos de los países de la CEI, los equipos nacionales y juveniles de Ucrania, el equipo de clubes ucranianos y el equipo Spartak (Kiev).
En la fachada de la casa del número 15 de la calle Lutheranskaya, donde vivió el entrenador de 1980 a 1993, se instaló una placa conmemorativa en noviembre de 2002. En 2016, la calle Vasily Blucher en Kiev pasó a llamarse calle Igor Turchin. El 1 de julio de 2016 se completó el documental ucraniano "Win Everything" dirigido por Dmitry Tomashpolsky. en su nombre, reflejando el enfoque maximalista del entrenador. Según el autor, la película se basa en el uso extensivo de materiales de archivo y en una edición paralela, combinándolos con metraje moderno. La película está dedicada a las victorias y derrotas del Spartak de Kiev asociadas con la obra de Turchin; su clímax emotivo es la recreación de los acontecimientos de su muerte, ocurrida el 7 de noviembre de 1993 en Bucarest, para la cual los miembros del equipo llegaron allí. “Las atletas me dieron imágenes amateur de ese partido en el que murió Igor Turchin. El video fue filmado por sus familiares. Lo más valioso son fragmentos del partido de vuelta, que tuvo lugar tras la muerte del entrenador. Hay una grabación de la voz de Turchin, en la que habla, comenta y hace observaciones a los deportistas. En el último partido contra los rumanos el Spartak perdió. Después de lo sucedido, el partido fue cancelado. Cuando se repitió el partido, ganaron. En realidad, esta es una película sobre cómo murió para ganar el juego”, dijo el director.

## Obras de Turchin
- Turchin I. E. Гандбол : учебное пособие для студентов институтов физической культуры / Под ред. Л. А. Латышкевича. (Balonmano: libro de texto para estudiantes de institutos de cultura física) / Editado por L. A. Latyshkevich.  Kiev: Vyshcha Shkola, 1988. (en ruso)
- Turchin I. E. Стратегия игры  (Estrategia de juego) / Lit. nota: Semenenko A. M., Fisyun V. Z.  Kiev: Molod', 1988.  (Abanderados del deporte). - ISBN 5-7720-0042-X. (en ruso)